# Aleucanitis angustifasciata
Aleucanitis angustifasciata là một loài bướm đêm trong họ Noctuidae.